# Pio Guizzardi
Pio Guizzardi (* 15. Oktober 1879 in Bologna, Italien; † 27. Juli 1944) war ein italienischer Geistlicher und römisch-katholischer Weihbischof in Bologna.

## Leben
Pio Guizzardi empfing am 24. Mai 1902 das Sakrament der Priesterweihe. 
Am 11. April 1936 ernannte ihn Papst Pius XI. zum Titularbischof von Pharsalus und zum Weihbischof in Bologna. Der Erzbischof von Bologna, Giovanni Kardinal Nasalli Rocca di Corneliano, spendete ihm am 5. Mai desselben Jahres die Bischofsweihe; Mitkonsekratoren waren der Erzbischof von Gorizia und Gradisca, Carlo Margotti, und der Bischof von Piacenza, Ersilio Menzani.